# Diocesi di Jundiaí
La diocesi di Jundiaí (in latino: Dioecesis Iundiaiensis) è una sede della Chiesa cattolica in Brasile suffraganea dell'arcidiocesi di Sorocaba. Nel 2021 contava 1.093.160 battezzati su 1.329.570 abitanti. È retta dal vescovo Arnaldo Carvalheiro Neto.

## Territorio
La diocesi comprende 11 comuni dello stato brasiliano di San Paolo: Jundiaí, Cabreúva, Cajamar, Campo Limpo Paulista, Itu, Itupeva, Louveira, Pirapora do Bom Jesus, Salto, Santana de Parnaíba e Várzea Paulista.
Sede vescovile è la città di Jundiaí, dove si trova la cattedrale di Nostra Signora dell'Esilio (Nossa Senhora do Desterro). A Itu sorge il santuario nazionale del Sacro Cuore di Gesù.
Il territorio si estende su una superficie 2.254 km² ed è suddiviso in 66 parrocchie, raggruppate in 9 regioni pastorali.

## Storia
La diocesi è stata eretta il 7 novembre 1966 con la bolla Quantum conferant di papa Paolo VI, ricavandone il territorio dalle arcidiocesi di Campinas e di San Paolo.
Il 10 agosto 1990, con la lettera apostolica Cum fideles, papa Giovanni Paolo II ha confermato la Beata Vergine Maria, venerata con il titolo di Nossa Senhora do Desterro, patrona della diocesi.
Originariamente suffraganea dell'arcidiocesi di San Paolo, il 29 aprile 1992 è entrata a far parte della provincia ecclesiastica dell'arcidiocesi di Sorocaba.

## Cronotassi dei vescovi
Si omettono i periodi di sede vacante non superiori ai 2 anni o non storicamente accertati.
- Gabriel Paulino Bueno Couto, O.Carm. † (21 novembre 1966 - 11 marzo 1982 deceduto)
- Roberto Pinarello de Almeida † (11 marzo 1982 succeduto - 2 ottobre 1996 dimesso)
- Amaury Castanho † (2 ottobre 1996 succeduto - 7 gennaio 2004 ritirato)
- Gil Antônio Moreira (7 gennaio 2004 - 28 gennaio 2009 nominato arcivescovo di Juiz de Fora)
- Vicente Costa (30 dicembre 2009 - 15 giugno 2022 ritirato)
- Arnaldo Carvalheiro Neto, dal 15 giugno 2022

## Statistiche
La diocesi nel 2021 su una popolazione di 1.329.570 persone contava 1.093.160 battezzati, corrispondenti all'82,2% del totale.
| anno | popolazione | popolazione | popolazione | presbiteri | presbiteri | presbiteri | presbiteri                | diaconi | religiosi | religiosi | parrocchie |
| anno | battezzati  | totale      | %           | numero     | secolari   | regolari   | battezzati per presbitero | diaconi | uomini    | donne     | parrocchie |
| ---- | ----------- | ----------- | ----------- | ---------- | ---------- | ---------- | ------------------------- | ------- | --------- | --------- | ---------- |
| 1966 | ?           | 228.718     | ?           | 53         | 1          | 52         | ?                         |         |           |           | 19         |
| 1970 | 360.000     | 400.000     | 90,0        | 58         | 21         | 37         | 6.206                     |         | 37        | 123       | 26         |
| 1976 | 295.000     | 320.000     | 92,2        | 57         | 18         | 39         | 5.175                     |         | 43        | 161       | 27         |
| 1980 | 389.000     | 412.000     | 94,4        | 56         | 18         | 38         | 6.946                     | 1       | 40        | 174       | 28         |
| 1990 | 518.000     | 592.000     | 87,5        | 63         | 32         | 31         | 8.222                     | 3       | 42        | 278       | 33         |
| 1999 | 716.627     | 843.090     | 85,0        | 84         | 49         | 35         | 8.531                     | 65      | 47        | 190       | 46         |
| 2000 | 731.013     | 860.144     | 85,0        | 80         | 53         | 27         | 9.137                     | 67      | 36        | 190       | 47         |
| 2001 | 788.700     | 928.156     | 85,0        | 85         | 54         | 31         | 9.278                     | 65      | 42        | 91        | 47         |
| 2002 | 769.771     | 962.214     | 80,0        | 85         | 55         | 30         | 9.056                     | 63      | 38        | 188       | 51         |
| 2003 | 828.152     | 974.296     | 85,0        | 96         | 62         | 34         | 8.626                     | 63      | 49        | 206       | 51         |
| 2004 | 846.119     | 995.434     | 85,0        | 100        | 65         | 35         | 8.461                     | 90      | 58        | 190       | 57         |
| 2006 | 903.964     | 1.063.487   | 85,0        | 111        | 74         | 37         | 8.143                     | 90      | 61        | 173       | 58         |
| 2011 | 980.000     | 1.155.000   | 84,8        | 107        | 78         | 29         | 9.158                     | 80      | 38        | 184       | 63         |
| 2013 | 997.000     | 1.175.000   | 84,9        | 103        | 75         | 28         | 9.679                     | 99      | 45        | 182       | 64         |
| 2016 | 1.022.000   | 1.241.153   | 82,3        | 104        | 76         | 28         | 9.826                     | 96      | 44        | 176       | 66         |
| 2019 | 1.054.000   | 1.281.750   | 82,2        | 112        | 85         | 27         | 9.410                     | 88      | 52        | 170       | 66         |
| 2021 | 1.093.160   | 1.329.570   | 82,2        | 122        | 92         | 30         | 8.960                     | 71      | 55        | 160       | 66         |